# 安德烈亚·卢凯塔
安德烈亚·卢凯塔（義大利語：Andrea Lucchetta，1962年11月25日—），意大利前男子排球运动员。他曾代表意大利国家队参加1984年、1988年和1992年夏季奥林匹克运动会排球比赛，其中1984年奥运会收获一枚铜牌。